# Annie Lennox/Diskografie
Diese Diskografie ist eine Übersicht über die musikalischen Werke der britischen Sängerin Annie Lennox. Den Quellenangaben und Schallplattenauszeichnungen zufolge hat sie bisher mehr als 21,4 Millionen Tonträger verkauft, davon alleine in ihrer Heimat über sieben Millionen. Ihre erfolgreichste Veröffentlichung ist das Album Diva mit über sechs Millionen verkauften Einheiten.

## Alben

### Studioalben
| Jahr | Titel                     | Höchstplatzierung, Gesamtwochen, AuszeichnungChartplatzierungen (Jahr, Titel, Platzierungen, Wochen, Auszeichnungen, Anmerkungen) | Höchstplatzierung, Gesamtwochen, AuszeichnungChartplatzierungen (Jahr, Titel, Platzierungen, Wochen, Auszeichnungen, Anmerkungen) | Höchstplatzierung, Gesamtwochen, AuszeichnungChartplatzierungen (Jahr, Titel, Platzierungen, Wochen, Auszeichnungen, Anmerkungen) | Höchstplatzierung, Gesamtwochen, AuszeichnungChartplatzierungen (Jahr, Titel, Platzierungen, Wochen, Auszeichnungen, Anmerkungen) | Höchstplatzierung, Gesamtwochen, AuszeichnungChartplatzierungen (Jahr, Titel, Platzierungen, Wochen, Auszeichnungen, Anmerkungen) | Anmerkungen                                                                                         |
| Jahr | Titel                     | DE | AT | CH | UK | US | Anmerkungen                                                                                         |
| ---- | ------------------------- | --- | --- | --- | --- | --- | --------------------------------------------------------------------------------------------------- |
| 1992 | Diva                      | DE6 Gold · (36 Wo.)DE | AT3 Gold · (16 Wo.)AT | CH5 (22 Wo.)CH | UK1 ×4Vierfachplatin · (91 Wo.)UK                                                                                                 | US23 ×2Doppelplatin · (72 Wo.)US                                                                                                  | Erstveröffentlichung: 6. April 1992 Verkäufe: + 6.000.000; Produzent: Stephen Lipson                |
| 1995 | Medusa                    | DE4 Gold · (25 Wo.)DE | AT2 Gold · (16 Wo.)AT | CH6 Gold · (19 Wo.)CH | UK1 ×2Doppelplatin · (54 Wo.)UK                                                                                                   | US11 ×2Doppelplatin · (60 Wo.)US                                                                                                  | Erstveröffentlichung: 6. März 1995 Verkäufe: + 5.000.000; Produzent: Stephen Lipson                 |
| 2003 | Bare                      | DE5 (12 Wo.)DE | AT17 (9 Wo.)AT | CH7 (12 Wo.)CH | UK3 Gold · (17 Wo.)UK | US4 Gold · (20 Wo.)US | Erstveröffentlichung: 9. Juni 2003 Verkäufe: + 2.000.000; Produzent: Stephen Lipson                 |
| 2007 | Songs of Mass Destruction | DE15 (5 Wo.)DE | AT25 (3 Wo.)AT | CH7 (5 Wo.)CH | UK7 Silber · (4 Wo.)UK | US9 (10 Wo.)US | Erstveröffentlichung: 1. Oktober 2007 Verkäufe: + 346.000; Produzent: Glen Ballard                  |
| 2014 | Nostalgia                 | DE15 (3 Wo.)DE | AT10 (4 Wo.)AT | CH8 (5 Wo.)CH | UK9 Gold · (12 Wo.)UK | US10 (10 Wo.)US | Erstveröffentlichung: 21. Oktober 2014 Verkäufe: + 239.000; Produzenten: Annie Lennox, Mike Stevens |

### Livealben
- 1995: Medusa + Live in Central Park (Doppelalbum)

### Kompilationen
| Jahr | Titel                       | Höchstplatzierung, Gesamtwochen, AuszeichnungChartplatzierungen (Jahr, Titel, Platzierungen, Wochen, Auszeichnungen, Anmerkungen) | Höchstplatzierung, Gesamtwochen, AuszeichnungChartplatzierungen (Jahr, Titel, Platzierungen, Wochen, Auszeichnungen, Anmerkungen) | Höchstplatzierung, Gesamtwochen, AuszeichnungChartplatzierungen (Jahr, Titel, Platzierungen, Wochen, Auszeichnungen, Anmerkungen) | Höchstplatzierung, Gesamtwochen, AuszeichnungChartplatzierungen (Jahr, Titel, Platzierungen, Wochen, Auszeichnungen, Anmerkungen) | Höchstplatzierung, Gesamtwochen, AuszeichnungChartplatzierungen (Jahr, Titel, Platzierungen, Wochen, Auszeichnungen, Anmerkungen) | Anmerkungen                                                |
| Jahr | Titel                       | DE | AT | CH | UK | US | Anmerkungen                                                |
| ---- | --------------------------- | --- | --- | --- | --- | --- | ---------------------------------------------------------- |
| 2009 | The Annie Lennox Collection | DE15 (8 Wo.)DE | AT27 (4 Wo.)AT | CH23 (6 Wo.)CH | UK2 Platin · (26 Wo.)UK | US34 (6 Wo.)US | Erstveröffentlichung: 17. Februar 2009 Verkäufe: + 390.000 |

### Weihnachtsalben
| Jahr | Titel                  | Höchstplatzierung, Gesamtwochen, AuszeichnungChartplatzierungen (Jahr, Titel, Platzierungen, Wochen, Auszeichnungen, Anmerkungen) | Höchstplatzierung, Gesamtwochen, AuszeichnungChartplatzierungen (Jahr, Titel, Platzierungen, Wochen, Auszeichnungen, Anmerkungen) | Höchstplatzierung, Gesamtwochen, AuszeichnungChartplatzierungen (Jahr, Titel, Platzierungen, Wochen, Auszeichnungen, Anmerkungen) | Höchstplatzierung, Gesamtwochen, AuszeichnungChartplatzierungen (Jahr, Titel, Platzierungen, Wochen, Auszeichnungen, Anmerkungen) | Höchstplatzierung, Gesamtwochen, AuszeichnungChartplatzierungen (Jahr, Titel, Platzierungen, Wochen, Auszeichnungen, Anmerkungen) | Anmerkungen                                                                                          |
| Jahr | Titel                  | DE | AT | CH | UK | US | Anmerkungen                                                                                          |
| ---- | ---------------------- | --- | --- | --- | --- | --- | --- |
| 2010 | A Christmas Cornucopia | DE37 (7 Wo.)DE | AT35 (4 Wo.)AT | CH38 (5 Wo.)CH | UK16 Gold · (10 Wo.)UK | US35 (6 Wo.)US | Erstveröffentlichung: 14. November 2010 Verkäufe: + 278.000; Produzenten: Annie Lennox, Mike Stevens |

## Singles
| Jahr | Titel Album                                                                               | Höchstplatzierung, Gesamtwochen, AuszeichnungChartplatzierungen (Jahr, Titel, Album, Platzierungen, Wochen, Auszeichnungen, Anmerkungen) | Höchstplatzierung, Gesamtwochen, AuszeichnungChartplatzierungen (Jahr, Titel, Album, Platzierungen, Wochen, Auszeichnungen, Anmerkungen) | Höchstplatzierung, Gesamtwochen, AuszeichnungChartplatzierungen (Jahr, Titel, Album, Platzierungen, Wochen, Auszeichnungen, Anmerkungen) | Höchstplatzierung, Gesamtwochen, AuszeichnungChartplatzierungen (Jahr, Titel, Album, Platzierungen, Wochen, Auszeichnungen, Anmerkungen) | Höchstplatzierung, Gesamtwochen, AuszeichnungChartplatzierungen (Jahr, Titel, Album, Platzierungen, Wochen, Auszeichnungen, Anmerkungen) | Höchstplatzierung, Gesamtwochen, AuszeichnungChartplatzierungen (Jahr, Titel, Album, Platzierungen, Wochen, Auszeichnungen, Anmerkungen) | Anmerkungen | [↑]: gemeinsam behandelt mit vorhergehendem Eintrag; [←]: in beiden Charts platziert |
| Jahr | Titel Album                                                                               | DE | AT | CH | UK | US | Dance | Anmerkungen |                                                                                      |
| ---- | ----------------------------------------------------------------------------------------- | --- | --- | --- | --- | --- | --- | --- | ------------------------------------------------------------------------------------ |
| 1988 | Put a Little Love in Your Heart Scrooged (Soundtrack)                                     | DE20 (11 Wo.)DE | AT4 (16 Wo.)AT | CH11 (9 Wo.)CH | UK28 (11 Wo.)UK | US9 (17 Wo.)US | Dance39 (6 Wo.)Dance | Erstveröffentlichung: 31. Oktober 1988 mit Al Green vom Soundtrack des Films Die Geister, die ich rief … Autoren: Jackie DeShannon, Jimmie Holiday, Randy Myers Original: Jackie DeShannon, 1969 |                                                                                      |
| 1992 | Why Diva                                                                                  | DE12 (19 Wo.)DE | AT11 (12 Wo.)AT | CH6 (21 Wo.)CH | UK5 Silber · (9 Wo.)UK | US34 (20 Wo.)US | — | Erstveröffentlichung: 16. März 1992 Autorin: Annie Lennox |                                                                                      |
| 1992 | Precious Diva                                                                             | DE49 (9 Wo.)DE | — | CH37 (2 Wo.)CH | UK23 (5 Wo.)UK | — | — | Erstveröffentlichung: 25. Mai 1992 Autorin: Annie Lennox |                                                                                      |
| 1992 | Walking on Broken Glass Diva                                                              | DE51 (17 Wo.)DE | — | — | UK8 Platin · (10 Wo.)UK | US14 (25 Wo.)US | — | Erstveröffentlichung: 10. August 1992 Autorin: Annie Lennox |                                                                                      |
| 1992 | Cold Diva                                                                                 | — | — | — | UK26 (4 Wo.)UK | — | — | Erstveröffentlichung: 19. Oktober 1992 Autorin: Annie Lennox |                                                                                      |
| 1993 | Little Bird Diva                                                                          | DE29 (12 Wo.)DE | — | CH34 (4 Wo.)CH | UK3 Silber · (13 Wo.)UK | US49 (12 Wo.)US | Dance1 (11 Wo.)Dance | Erstveröffentlichung: 11. Januar 1993 Autorin: Annie Lennox |                                                                                      |
| 1993 | Love Song for a Vampire Dracula (Soundtrack)[DE: ↑][AT: ↑][CH: ↑][UK: ↑][US: ↑][Dance: ↑] | DE29 (12 Wo.)DE | — | CH34 (4 Wo.)CH | UK3 Silber · (13 Wo.)UK | US49 (12 Wo.)US | Dance1 (11 Wo.)Dance | Erstveröffentlichung: 11. Januar 1993 vom Soundtrack des Films Bram Stoker’s Dracula Autorin: Annie Lennox                                                                                       |                                                                                      |
| 1995 | No More „I Love You’s“ Medusa                                                             | DE27 (16 Wo.)DE | AT11 (10 Wo.)AT | CH14 (13 Wo.)CH | UK2 Gold · (16 Wo.)UK | US23 (21 Wo.)US | Dance1 (11 Wo.)Dance | Erstveröffentlichung: 6. Februar 1995 Grammy Beste weibliche Gesangsdarbietung Autoren: David Freeman, Joseph Hughes Original: The Lover Speaks, 1986                                            |                                                                                      |
| 1995 | A Whiter Shade of Pale Medusa                                                             | DE77 (10 Wo.)DE | — | CH23 (10 Wo.)CH | UK16 (7 Wo.)UK | — | — | Erstveröffentlichung: 29. Mai 1995 Autoren: Gary Brooker, Matthew Fisher, Keith Reid Original: Procol Harum, 1967                                                                                |                                                                                      |
| 1995 | Waiting in Vain Medusa                                                                    | — | — | — | UK31 (4 Wo.)UK | — | — | Erstveröffentlichung: 8. September 1995 Autor: Bob Marley Original: Bob Marley & the Wailers, 1977                                                                                               |                                                                                      |
| 1995 | Something so Right Medusa                                                                 | — | — | — | UK44 (4 Wo.)UK | — | — | Erstveröffentlichung: 27. November 1995 feat. Paul Simon Autor und Original: Paul Simon, 1973 |                                                                                      |
| 2003 | Pavement Cracks Bare                                                                      | — | — | — | — | — | Dance1 (14 Wo.)Dance | Erstveröffentlichung: Juni 2003 Autorin: Annie Lennox Remixe: Mac Quayle, Goldtrix, The Scumfrog, Gabriel & Dresden                                                                              |                                                                                      |
| 2003 | Wonderful Bare                                                                            | — | — | — | — | — | Dance1 (16 Wo.)Dance | Erstveröffentlichung: November 2003 Autorin: Annie Lennox Remixe: Sander Kleinenberg, Dave Audé                                                                                                  |                                                                                      |
| 2003 | A Thousand Beautiful Things Bare                                                          | — | — | — | — | — | Dance1 (15 Wo.)Dance | Erstveröffentlichung: November 2003 Autorin: Annie Lennox Remixe: Peter Rauhofer, Gabriel & Dresden, Bimbo Jones                                                                                 |                                                                                      |
| 2007 | Dark Road Songs of Mass Destruction                                                       | — | — | CH45 (2 Wo.)CH | UK58 (2 Wo.)UK | — | — | Erstveröffentlichung: 24. September 2007 Autorin: Annie Lennox |                                                                                      |
| 2007 | Sing Songs of Mass Destruction                                                            | — | — | — | — | — | Dance18 (14 Wo.)Dance | Erstveröffentlichung: November 2007 Autorin: Annie Lennox |                                                                                      |
| 2008 | Many Rivers to Cross The Annie Lennox Collection (Limited Edition)                        | — | — | — | — | US80 (1 Wo.)US | — | Erstveröffentlichung: April 2008 Autor und Original: Jimmy Cliff, 1969 |                                                                                      |
| 2009 | Shining Light The Annie Lennox Collection                                                 | — | — | — | UK39 (4 Wo.)UK | — | — | Erstveröffentlichung: 2. März 2009 Autor: Tim Wheeler Original: Ash, 1996 |                                                                                      |
| 2010 | Universal Child A Christmas Cornucopia                                                    | — | — | — | UK88 (1 Wo.)UK | — | — | Erstveröffentlichung: 15. November 2010 Autorin: Annie Lennox |                                                                                      |
| 2015 | I Put a Spell on You Nostalgia                                                            | DE63 (3 Wo.)DE | AT60 (3 Wo.)AT | CH44 (3 Wo.)CH | UK63 Silber · (2 Wo.)UK | US97 (1 Wo.)US | — | Erstveröffentlichung: 10. Februar 2015 Autoren: Herb Slotkin, Jalacy Hawkins Original: Screamin’ Jay Hawkins, 1956                                                                               |                                                                                      |

Weitere Singles
- 2009: Walking on Broken Glass (Acoustic Version)
- 2009: Little Bird (Acoustic Version)
- 2009: Pattern of My Life
- 2009: Full Steam (David Gray feat. Annie Lennox)
- 2010: God Rest Ye Merry Gentlemen
- 2011: The Holly and the Ivy
- 2014: Summertime
- 2014: Georgia on My Mind

## Hörbücher
- 1992: The Mermaid (mit Peter Gabriel)

## Videoalben
- 1992: Diva (Grammy Best Long Form Music Video)
- 1992: MTV – Unplugged (Aufnahme: 3. Juli 1992, Montreux Jazz Festival)
- 1992: A Video Postcard
- 1995: Intimate & Interactive
- 1995: Live in Central Park
- 2009: The Annie Lennox Collection: The Videos
- 2015: An Evening of Nostalgia with Annie Lennox

## Promoveröffentlichungen
| Jahr | Titel Album                                                      | Anmerkungen                         |
| ---- | ---------------------------------------------------------------- | ----------------------------------- |
| 1992 | Medley: Why / Precious / Walking on Broken Glass –               | Erstveröffentlichung: 1992          |
| 1993 | Money Can’t Buy It Diva                                          | Erstveröffentlichung: 1993          |
| 2003 | Into the West Der Herr der Ringe: Die Rückkehr des Königs O.S.T. | Erstveröffentlichung: 2003          |
| 2003 | Soledad –                                                        | Erstveröffentlichung: 30. Juni 2003 |

## Statistik

### Chartauswertung
|                     | DE    | AT    | CH    | UK    | US    |
| ------------------- | ----- | ----- | ----- | ----- | ----- |
| Nummer-eins-Alben   | DE—DE | AT—AT | CH—CH | UK2UK | US—US |
| Top-10-Alben        | DE3DE | AT3AT | CH5CH | UK6UK | US3US |
| Alben in den Charts | DE7DE | AT7AT | CH7CH | UK7UK | US7US |

|                       | DE    | AT    | CH    | UK     | US    | Dance       |
| --------------------- | ----- | ----- | ----- | ------ | ----- | ----------- |
| Nummer-eins-Singles   | DE—DE | AT—AT | CH—CH | UK—UK  | US—US | Dance5Dance |
| Top-10-Singles        | DE—DE | AT1AT | CH1CH | UK4UK  | US1US | Dance5Dance |
| Singles in den Charts | DE8DE | AT4AT | CH8CH | UK14UK | US7US | Dance7Dance |

### Auszeichnungen für Musikverkäufe
| Land/RegionAuszeichnungen für Musikverkäufe (Land/Region, Auszeichnungen, Verkäufe, Quellen) | Silber       | Gold       | Platin       | Verkäufe    | Quellen                                                                     |
| -------------------------------------------------------------------------------------------- | ------------ | ---------- | ------------ | ----------- | --------------------------------------------------------------------------- |
| Argentinien (CAPIF)                                                                          | —            | Gold1      | —            | 30.000      | capif.org.ar (Memento vom 6. Juli 2011 im Internet Archive)                 |
| Australien (ARIA)                                                                            | —            | 2× Gold2   | 2× Platin2   | 210.000     | aria.com.au                                                                 |
| Brasilien (PMB)                                                                              | —            | —          | Platin1      | 60.000      | pro-musicabr.org.br                                                         |
| Dänemark (IFPI)                                                                              | —            | —          | 3× Platin3   | 200.000     | ifpi.dk                                                                     |
| Deutschland (BVMI)                                                                           | —            | 5× Gold5   | Platin1      | 1.400.000   | musikindustrie.de                                                           |
| Europa (IFPI)                                                                                | —            | —          | 2× Platin2   | (2.000.000) | ifpi.org                                                                    |
| Frankreich (SNEP)                                                                            | —            | 2× Gold2   | —            | 250.000     | snepmusique.com infodisc.fr                                                 |
| Irland (IRMA)                                                                                | —            | Gold1      | 4× Platin4   | 67.500      | irishcharts.ie                                                              |
| Italien (FIMI)                                                                               | —            | 2× Gold2   | 5× Platin5   | 515.000     | fimi.it                                                                     |
| Kanada (MC)                                                                                  | —            | 5× Gold5   | 4× Platin4   | 650.000     | musiccanada.com                                                             |
| Neuseeland (RMNZ)                                                                            | —            | Gold1      | 9× Platin9   | 202.500     | aotearoamusiccharts.co.nz                                                   |
| Niederlande (NVPI)                                                                           | —            | Gold1      | —            | 50.000      | nvpi.nl                                                                     |
| Norwegen (IFPI)                                                                              | —            | 2× Gold2   | —            | 50.000      | ifpi.no                                                                     |
| Österreich (IFPI)                                                                            | —            | 2× Gold2   | —            | 50.000      | ifpi.at                                                                     |
| Schweden (IFPI)                                                                              | —            | Gold1      | Platin1      | 150.000     | sverigetopplistan.se ifpi.se (Memento vom 17. Mai 2011 im Internet Archive) |
| Schweiz (IFPI)                                                                               | —            | 3× Gold3   | —            | 70.000      | hitparade.ch                                                                |
| Spanien (Promusicae)                                                                         | —            | 2× Gold2   | 2× Platin2   | 220.000     | elportaldemusica.es                                                         |
| Tschechien (IFPI)                                                                            | —            | 2× Gold2   | —            | 50.000      | Einzelnachweise                                                             |
| Vereinigte Staaten (RIAA)                                                                    | —            | 4× Gold4   | 4× Platin4   | 8.118.000   | riaa.com                                                                    |
| Vereinigtes Königreich (BPI)                                                                 | 11× Silber11 | 5× Gold5   | 12× Platin12 | 8.246.000   | bpi.co.uk                                                                   |
| Insgesamt                                                                                    | 11× Silber11 | 41× Gold41 | 50× Platin50 |             |                                                                             |